# .hack//SIGN
Autre
.hack//SIGN (ドットハック サイン, Dotto Hakku Sain) est une série animée japonaise de la franchise transmédia .hack (ドットハック, Dotto Hakku, « dot hack ») répartie en 26 épisodes d'environ 22 minutes chacun. créée en 2002 par Yoshiyuki Sadamoto.
Elle est diffusée en France par Beez Entertainment.
La série est complétée par trois OVA (respectivement, .hack//Intermezzo, .hack//Unison et .hack//GIFT), qui en sont tacitement considérées comme les épisodes finaux 27 à 29.

## Synopsis
Le jeu en ligne The World attire des millions de joueurs de par le monde, qui y passent des heures, voire des journées entières.
Mais un événement va bouleverser l'univers bien ordonné de The World : Tsukasa, un joueur, ne parvient pas à se déconnecter de cet univers virtuel et montre des capacités inhabituelles qui ne tardent pas à interférer avec le bon déroulement du jeu. Quelques autres joueurs, intrigués par ce personnage qui peut faire des choses que personne d'autre n'est capable de faire, vont s'intéresser à Tsukasa et tenter de l'aider.
Ils vont peu à peu découvrir que The World renferme des mystères inexpliqués et que le comportement de Tsukasa pourrait être lié à un objet mythique dans l'univers du jeu : la légendaire Clef du Crépuscule (Key of The Twilight)…

## Personnages

### Principaux

#### Protagonistes
Tsukasa (司)
Voix japonaise : Mitsuki Saiga
Le personnage central de l'histoire.
Se réveillant amnésique dans un donjon de The World sans arriver à s'en déconnecter, il fait l'objet de toutes les attentions et semble être en lien avec un étrange personnage à tête de chat.
Il est replié sur lui-même et tout ce qui l'entoure est très vague.
Subaru (昴)
Voix japonaise : Kaori Nazuka
Bien qu'elle semble fragile, elle est maître des Chevaliers Rouges, qu'elle contribuât à fonder et qui apportèrent l'ordre dans The World.
Elle s'inquiète toutefois de ce que sa guilde est devenue.
Tsukasa l'intéresse de plus en plus.

#### Entourage de Tsukasa
Mimiru (ミミル)
Voix japonaise : Megumi Toyoguchi
Première joueuse à rencontrer Tsukasa à son réveil dans un donjon de The World
Elle est une connaissance virtuelle ainsi qu'une partenaire de jeu occasionnelle de Bear.
S'intéressant beaucoup à Tsukasa, elle cherche à s'en rapprocher malgré des tensions provoquées par leurs difficultés mutuelles sur le plan social.
Bear / Bea (ベア, Bea)
Voix japonaise : Nakata Kazuhiro (ja)
Joueur vétéran de classe chevalier (mais à l'allure de Barbare) et autoproclamé « le vieux », il traîne souvent avec Mimiru ou BT.
Il est un personnage attachant et intelligent qui accepte volontiers d'initier des débutants à The World.
Dans le monde réel, il est un écrivain à succès comptant Crim et Ginkan parmi son lectorat. Il a un fils jouant — sous le pseudonyme de Teddy — lui aussi à The World, mais considère n'avoir pas pu remplir son rôle de père à cause de son divorce : par compensation, il essaie donc de jouer ce rôle paternel de substitution auprès de Tsukasa.
BT (BT, Bī Tī)
Voix japonaise : Akiko Hiramatsu
Connaissance virtuelle et réelle de Bear.
D'une personnalité franche et froide, assez intrigante et duplice, nul ne sait quel est son véritable but ni ce qui peut vraiment lui passer par la tête.
Son nom d'utilisateur vient du sandwich BLT sans le « L » — parce qu'elle n'aime pas la laitue. Elle cherche à entrer en contact avec Crim dans le monde réel.
Dans le monde réel, elle est devenue femme de carrière travaillant dans une entreprise d'expédition de la région de Touhoku, ses heures supplémentaires expliquant qu'elle est généralement en ligne tard dans la nuit.
Crim (クリム, Kurimu) / « Crim l'Éclair rouge/écarlate » (赤い稲妻クリム, akai inazuma Kurimu) (titre)
Voix japonaise : Shinichirō Miki
Ancien Chevalier Rouge dont il fonda la guilde — à partir d'une blague — avec son amie Subaru avant de la quitter, il est aujourd'hui un joueur solitaire et puissant voyageant librement dans The World.
Offrant spontanément son aide aux joueurs qu'il croise et donnant l'impression d'en avoir besoin, il ne se tient pas informé des événements du jeu — puisqu'il ne consulte jamais les espaces de discussion et autres réseaux d'information dédiés — qu'il prend pour ce qu'il est. Ne suivant pas les modes, il assume également une certaine ringardise de son personnage redresseur de torts et aisément moralisateur.
Son joueur est revenu dans The World après une longue absence dans le monde réel pour un voyage d'affaire en Indonésie.
Ginkan (銀漢)
Voix japonaise : Isshin Chiba
Chevalier Rouge milicien et bras droit se tenant toujours proche de Subaru pour assurer sa sécurité.
Même si sa tête demeure dissimulée, ses émotions sont trahies par sa bouche ainsi que la lueur rougeoyante qui émane parfois des orbites de son casque intégral. Animé d'un sens strict de la justice le poussant à faire du zèle, il prend leur rôle de modérateurs officieux très à cœur, quitte à se méfier de son chef — qui se refuse à éliminer les joueurs frauduleux, et n'apprécie pas l'influence que Tsukasa a sur elle.
Dans le monde réel, il travaille à temps partiel dans un magasin de location vidéo.
Sora (楚良)
Voix japonaise : Hiroshi Yanaka
Shinobi furtif et rusé au combat ainsi que détesté par les autres joueurs, son passe-temps consistant à les tuer.
Il aime demander leur adresse IP à tout le monde, victimes comprises. Il peut aisément entrer en contact avec Helba, dont il est une connaissance.
Dans le monde réel, il est en vérité un jeune écolier.

### Secondaires

#### Personnages jouables
Helba (ヘルバ, Heruba)
Voix japonaise : Yumi Tōma
Un pirate informatique brillant qui en sait beaucoup sur The World et aime à trouver des éléments intéressants parmi des données supprimées.
Son identité, son âge, son sexe, ses antécédents,... sont complètement inconnus : la seule chose qui soit claire est son objectif, avec ses indicateurs comportementaux.
Sa profession est de même, inconnue, mais il est familier avec la sécurité informatique : il semble ainsi gagner un revenu en acceptant des emplois en tant qu'analyste informatique indépendant pour diverses entreprises et organisations.
A-20 (A-20, Ē no nijū)
Voix japonaise : Atsuko Enomoto
Une débutante allant sur sa seconde semaine de jeu dans The World.
Elle est étudiante et devient amie avec Mimiru.
Son nom d'utilisateur vient comme pour A-3 et A-13, camarades plus anciens dans le jeu, de son numéro d'élève.
Balmung (バルムンク, Barumunku) / « Balmung du Ciel azur » (蒼天のバルムンク, Sōten no Barumunku) (titre)
Voix japonaise : Nobuyuki Hiyama
Un joueur légendaire de The World connaissant bien Subaru, personnage important de la quadrilogie vidéoludique .hack//Games.
Il apparaît furtivement pour venir en aide à cette dernière lors d'une attaque de monstre dans un donjon.
Il refuse par défaut d'adresser la parole à Helba puisqu'il déteste les pirates informatiques.

#### Personnages non jouables
Aura (アウラ)
Voix japonaise : Māya Sakamoto
Une petite fille endormie, vêtue de blanc immaculé et lévitant au-dessus de son lit.
Après l'avoir découverte, Tsukasa veille régulièrement auprès d'elle avec Macha.
Le mystère planant autour d'elle est entier.
Morganna (モルガナ, Morugana) / Morganna Mode Gone (モルガナ・モード・ゴン, Morugana Mōdo Gon) (nom complet)
Voix japonaise : Rie Tanaka
L'antagoniste principale.
Elle se manifeste comme une voix s'adressant à Tsukasa telle une mère à son enfant.
Ses intentions ne sont pas claires.
Macha (マハ, Maha)
Voix japonaise : Minami Takayama (non crédité)
Un mystérieux chat anthropomorphique qui semble apparaître de nulle part et flotter dans les airs, et guide Tsukasa en tant qu'émissaire de Morganna.
Son amitié naissante avec ce dernier le fait toutefois douter.
Même s'il remue les lèvres en parlant, aucun son n'en sort vraiment : Tsukasa comprend toutefois ce qu'il dit.
IA Harold (ハロルドAI, Harorudo Ē Ai)
Voix japonaise : Takumi Yamazaki
Un individu à tignasse blanche apparaissant dans certains donjons de The World.
Il tient en boucle les mêmes propos obscurs.

### Arlésiennes
Harold Hoerwick (ハロルド＝ヒューイック, Harorudo-Hyūikku)
Voix japonaise : Takumi Yamazaki
Le développeur de The World.
Déjà mort, seule sa conscience réside dans le jeu.
Il avait une fille, Aura, et se souciait beaucoup d'elle.
Orca (オルカ, Oruka) / « Orca de la Mer azur » (蒼海のオルカ, Sōkai no Oruka) (titre)
Voix japonaise : Yasunori Masutani (ja)
Un joueur légendaire de The World mentionné à plusieurs reprises dans la série, qui apparait dans les OAV.
Il est un camarade et partenaire de jeu de Balmung, ainsi que le meilleur ami de Kite (dans The World comme dans la vie réelle).
Le style de son personnage est sensiblement le même que celui de Bear.

### Exclusifs aux OAV
Kite (カイト, Kaito) / « Kite de la Flamme azur » (蒼炎のカイト, Sōen no Kaito) (titre)
Voix japonaise : Sayaka Aida (ja)
Un joueur légendaire de The World qui apparait dans les OAV, protagoniste principal de la quadrilogie vidéoludique .hack//Games.
Il est une connaissance de Balmung, le meilleur ami d'Orca (dans The World comme dans la vie réelle), ainsi que le partenaire de jeu et ami de BlackRose.
Il est le légitime détenteur d'un artéfact du jeu, l'objet « Bracelet du Crépuscule » (黄昏の腕輪, tasogare no udewa), puisqu'il lui fut transmis par Aura elle-même (.hack//Games).
BlackRose (ブラックローズ, BurakkuRōzu)
Voix japonaise : Masumi Asano
Une joueuse légendaire de The World qui apparait dans les OAV, protagoniste féminine de la quadrilogie vidéoludique .hack//Games.
Elle est la partenaire — de circonstance — de jeu devenue amie avec Kite.
Le style de son personnage est sensiblement le même que celui de Mimiru, ce qui occasionne de fréquentes — et innocentes — disputes entre elles sur la question.

## Univers

### Notions diégétiques
fragment
Jeu protoype duquel est né The World.
Certains de ses vestiges seraient encore présents dans la version actuelle du jeu.
The World
L'univers virtuel vidéoludique dans lequel se déroule la majorité de l'histoire.

### Classes de personnage
Magicien / Wavemaster (ｳｪｲﾌﾞﾏｽﾀｰ / 呪紋使い, noroimon zukai, « lanceur de sorts »)
Seule classe non combattante mais uniquement magique, physiquement faible et peu endurante, attaquant ou soutenant à distance avec un sceptre magique.
Guerrier / Heavy Blade (ﾍﾋﾞｰﾌﾞﾚｲﾄﾞ / 重剣士, jū kenshi, « épéiste lourd »)
Classe combattante équivalente à celle de Barbare, physiquement forte et avec une grande constitution, attaquant frontalement avec une épée à deux mains.
Guerrier à hache / Heavy Axe (ﾍﾋﾞｰｱｯｸｽ / 重斧使い, jūfu zukai, « combattant à hache lourde »)
Classe combattante possédant la meilleure attaque physique et le plus de points de vie (à comparaison égale) ainsi qu'une précision physique supérieure, mais aussi une lenteur de déplacement et d'attaque, servant avec ses défenses physiques et magiques décentes à encaisser les dégâts pour le groupe.
Lancier / Long Arm (ﾛﾝｸﾞｱｰﾑ / 重槍使い, jūsō zukai, « lancier lourd »)
Classe combattante plus agile et rapide qu'un Guerrier, soutenant offensivement à courte et moyenne portée avec une lance.
Chevalier / Blademaster (ﾌﾞﾚｲﾄﾞﾏｽﾀｰ / 剣士, kenshi, « épéiste »)
Classe équivalente à celle de Paladin, avec de meilleures vitesse et défense physiques, offrant une meilleure progression en montant dans les niveaux, attaquant avec une épée à une main.
Éclaireur / Twin Blade (ﾂｲﾝﾌﾞﾚｲﾄﾞ / 双剣士, sō kenshi, « épéiste ambidextre »)
Classe équivalente à celle de Voleur ou d'Assassin, aussi agile et rapide que furtive, infligeant beaucoup de dégâts mais de faible constitution, combattant au corps à corps avec deux lames.

### Lieux

#### Monde virtuel
The World R:1 (The World [R:1 / Revision 1], Za Wārudo [Āru/Ribijon Wan], litt. « Le Monde [première mise à jour] »)
La version actuelle du jeu de rôle en ligne massivement multijoueur (ou JDRMM) éponyme, dans lequel prend place l'intrigue de .hack//SIGN.
Un monde virtuel d'inspiration fantasiste née d'un jeu prototype, fragment.
- La Cathédrale cachant le Ciel (グリーマ・レーヴ大聖堂, Gurīma Rēvu daiseidō, du vieux norrois grima raef [même sens])

Un coin perdu et abandonné du jeu dans lequel Tsukasa mais également son entourage, se rendent fréquemment pour sa tranquillité.
Il est unique, en ce qu'il comporte seulement une petite île accueillant en son centre une cathédrale trônant dans une perpétuelle mer de brouillard dissimulant le ciel, d'où son nom.
Cette zone serait au moins aussi ancienne que le jeu lui-même puisqu'elle daterait de fragment, la version prototype de The World.
- L’Œil du Crépuscule (黄昏の眼, Tasogare no me)

Caché par le brouillard perpétuel des lieux, il se révèle dans le ciel avec le bon mot-clef de fragment — « Nombril du lac » — et permet l'accès depuis cette zone à la Cité du Château inversé.
- La Cité du Château inversé (逆城都市, Gyakujō toshi)

Un légendaire donjon caché de The World dans lequel se rendent Tsukasa ainsi que la plupart des membres de son entourage (nonobstant Subaru et Ginkan) en pensant récolter le moyen, ou des indices pour trouver la Clé du Crépuscule.
Une zone instanciée secrète ressemblant à une espèce de cité céleste au-dessus des nuages, le vide du ciel s'étendant en-dessous — en renvoyant tout joueur qui y chute à un portail de sauvegarde — et accueillant un château dont l'architecture contre-intuitive est orientée à l'envers (en direction du sol).
- Le Cyber-sanctuaire (ネットスラム, Netto Suramu)

Un lieu isolé du reste de The World qui est créé par Helba pour aider le groupe de Tsukasa contre Morganna.
Une zone instanciée non officielle artificiellement conçue avec des fragments et résidus de données corrompues ou supprimées du jeu, qui est visuellement à mi-chemin entre une ancienne ville post-apocalyptique en ruines et une décharge informatique.

#### Monde réel
Entraperçu au travers du vécu des incarnations physiques des joueurs principaux de l'histoire, ainsi qu'à la conclusion de cette dernière, il demeure le reste du temps hors-champ bien que les personnages principaux le mentionnent régulièrement et y poursuivent certaines de leurs actions dans le jeu (par exemple, Bear et ses investigations concernant le cas de Tsukasa ou plus généralement, leur rapport à The World mis en comparaison avec leur vie réelle personnelle).

### Entités

#### Réelles
CyberConnect Corporation (サイバーコネクト社, SaibāKonekuto-sha) / CC Corp (CC社, Shī Shī-sha)
La société qui a créé — à partir de son ancêtre, un jeu prototype nommé fragment — et administre officiellement The World.

#### Virtuelles
Les Chevaliers Rouges (紅衣の騎士団, Kōi no kishidan, litt. « l'Ordre de chevalerie [en] rouge [cramoisi] »)
Guilde conjointement fondée par Crim avec Subaru — qui en est l'actuel maître de guilde — et comptant Ginkan parmi ses membres, elle se donne pour mission officieuse de maintenir l'ordre dans The World.
Une condition d'adhésion voudrait que tous leurs membres — hormis les fondateurs — soient de classe chevalier.
Les Descendants de Fianna (フィアナの末裔, Fiana no matsuei)
Épithète réunissant un duo de joueurs légendaires de The World, Balmung du Ciel azur et Orca de la Mer azur.
Ils auraient gagné ce titre à la suite de l'accomplissement à deux d'un événement du jeu (.hack//Games).

## Fiche technique
- Titre original : .hack//SIGN
- Réalisation : Koichi Mashimo
- Musique : Yuki Kajiura
- Auteur original : Yoshiyuki Sadamoto
- Studio d’animation : Bee Train
- Nombre d'épisodes : 26 (dont un récapitulatif de mi-série) et 3 OAV
- Date de sortie : 2002
- Licence :
  -  France : Beez Entertainment

## Liste des épisodes

### OAV

#### .hack//Intermezzo
OAV de 24 minutes de Yoshiyuki Sadamoto qui fait suite à la série.
Elle sort le 28 mars 2003 au Japon et est diffusée en France par Beez Entertainment. On la connaît également sous les titres .hack//SIGN Episode 27, .hack//Another Story ou encore .hack//SIGN : Bangai-hen (.hack//SIGN 番外編, « édition supplémentaire »).
Cet épisode est considéré comme le 27e de la série .hack//SIGN.

#### .hack//Unison
OAV de 24 minutes qui fait suite de plusieurs mois — diégétiques — à la série, ainsi qu'à l'histoire de la tétralogie vidéoludique .hack//Games qui se situe dans le même intervalle de temps.
Elle sort le 28 mars 2003 au Japon diffusée en France par Beez Entertainment.
Cet épisode est considéré comme le 28e de la série .hack//SIGN.

#### .hack//GIFT
OAV parodique de 26 minutes du projet .hack.
Réalisée par le studio Bee Train, elle sort le 16 décembre 2003 avec un style graphique conceptuel pour des personnages repris de SIGN et des autres jeux.
Cet épisode est considéré comme le 29e de la série .hack//SIGN.
C'était au départ un bonus au Japon pour les joueurs qui avaient acheté les quatre opus vidéoludiques .hack. Dans les versions américaine et européenne de .hack//Quarantine, l'OAV est fourni avec le DVD bonus contenant également .hack//Liminality.

## Musique
Les musiques originales de la série animée sont toutes composées par Yuki Kajiura.

### Génériques
Les musiques de générique, toutes deux écrites, composées et arrangées par Yuki Kajiura, sont interprétées par le groupe de cette dernière, See-Saw : celle d'ouverture, Obsession, et celle de fermeture, Yasashii Yoake (優しい夜明け).
| Début    | Début                           | Début      | Fin      | Fin                                                    | Fin        |
| Épisodes | Titre                           | Artiste(s) | Épisodes | Titre                                                  | Artiste(s) |
| -------- | ------------------------------- | ---------- | -------- | ------------------------------------------------------ | ---------- |
| Tous     | Obsession (litt. « obsession ») | See-Saw    | Tous     | Yasashii Yoake (優しい夜明け) (litt. « l'aube calme ») | See-Saw    |

## Commentaires
Cette série est en fait un composant d'un projet plus grand : le projet .hack (prononcé « dot hack »). Le thème traité, entre autres, est celui de la conscience virtuelle, ou de la forme de vie « électronique ».
À la suite d'un événement majeur impliquant un énorme virus informatique nommé Pluto's Kiss (le « Baiser de Pluton »), le réseau Internet (TCP/IP) tel qu'on le connaît succombe en une seule journée, et tous les systèmes d'exploitation deviennent inopérants. Une société privée, CyberConnect Corporation, propose alors de commercialiser son système Altimit OS, qui équipe déjà les ordinateurs du WNC (World Network Council, ou « Conseil des Réseaux Mondiaux » en français) et est le seul système à avoir résisté au virus. Puis le premier MMORPG depuis le virus, The World, est commercialisé à son tour, et les joueurs se l'arrachent ! 
Mais un jour, un adepte du jeu tombe dans un coma profond inexplicable durant une partie. D'après certains joueurs, le problème semblerait provenir du jeu lui-même…
.hack//SIGN est la première partie du projet à avoir été réalisée, mais n'est chronologiquement pas le début de l'aventure. Si l'intégralité de l'anime se passe dans The World, les dialogues des personnages et quelques flashs rappellent sans cesse au spectateur que les personnages de la série animée évoluent dans un jeu, et non le monde réel. L'influence de la réalité est très présente, les personnages utilisant régulièrement The World pour discuter de leurs recherches IRL (In Real Life, « dans la vraie vie » en français, par opposition à IG — In Game, « dans le jeu » en français). 
Cette série animée a été faite par une grande partie de l'équipe ayant déjà réalisé Noir, et garde Yuki Kajiura comme compositrice ainsi que son groupe See-Saw.